# Choiromyces meandriformis
Choiromyces meandriformis Carlo Vittadini, 1831), sin. Tuber album (James Sowerby, 1800), din încrengătura Ascomycota în familia Tuberaceae și de genul Choiromyces, denumită în popor trufă albă, trufă albă de Transilvania sau trufă porcească, este o ciupercă comestibilă care coabitează cu rădăcinile de arbori, formând micorize. Acest soi se dezvoltă în România, Basarabia și Bucovina de Nord semi-subteran pe soluri calcaroase și argiloase, dar este și singura care poate crește în soluri cu aciditate crescută, la altitudini superioare de 500-1.200 m cu climă mai răcoroasă și umedă în special ale Carpaților Transilvăneni, (astfel probabil nu se pot găsi în Republica Moldova și Dobrogea), în pădurile de conifere și de foioase, dar de asemenea prin câmpii sub arborii simbionți. Principalele specii-gazde ale trufei porcești sunt gorunul, fagul și alunul, dar ea se poate asocia și cu bradul, răchita albă și plopul. Apare acolo unde crește în cantități destul de mari, din (iunie) iulie până în noiembrie.

## Istoric

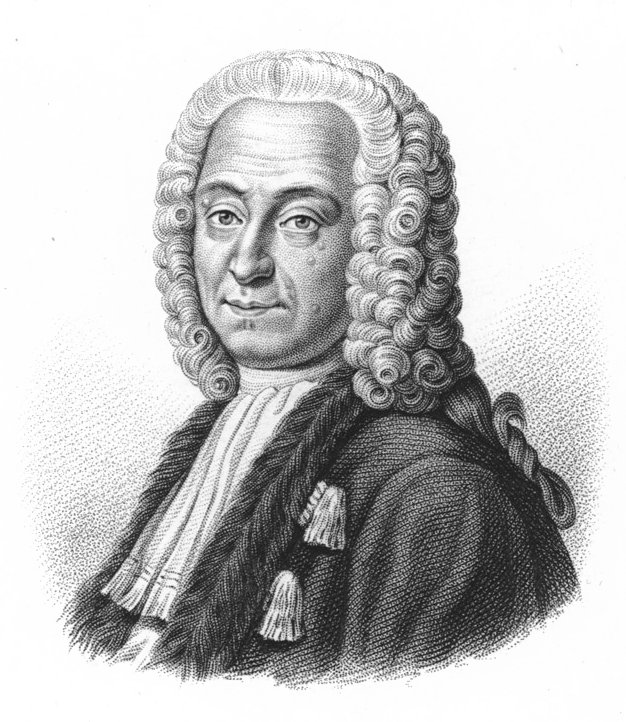
F. E. Brückmann

Prezența trufei porcești a fost demult confirmată în Bazinul Carpatic – medicul si istoricul natural Franz Ernst Brückmann (n. 27 septembrie 1697, Mariental - d. 21 martie 1753, Wolfenbüttel) a scris în anul 1720 despre apariția ei în comitatele fostului Regat Unguresc Liptó și Szepes (teritoriul actual al Slovaciei și al Poloniei), dar nu în sensul regulilor de taxonomie ale lui Carl von Linné din 1735.
O serie întreagă de alte surse datând din secolele 18 și 19 relatează de asemenea despre răspândirea trufei porcești în Transilvania, Slovacia și Polonia. Mátyus, un alt autor al epocii, menționează în 1787 prezența trufelor-porcești în Munții Ciucului și ai Munții Gheorghenilor (între altele Cheile Bicazului, Munții Hășmaș), detaliind și modul lor de preparare.
În 1911, micologul ungur László Hollós (n. 18 iunie 1859, Szekszárd – d. 16 februarie 1940, Szekszárd), cu ajutorul intens al silvicultorilor din zonele investigate, a evidențiat răspândirea speciei în 18 comitate ale Regatului Ungariei (Alba de Jos, Árva, Bars, Caraș-Severin, Ciuc, Cluj, Hont, Liptó, Maramureș, Nitra, Pojon, Șaroș, Srijem, Szepes, Trei Scaune, Trenčín, Turóc, Zemplén). În prezent, aceste habitate corespund cu regiuni aflate în Croația, Polonia, Slovacia și în România.

## Descriere

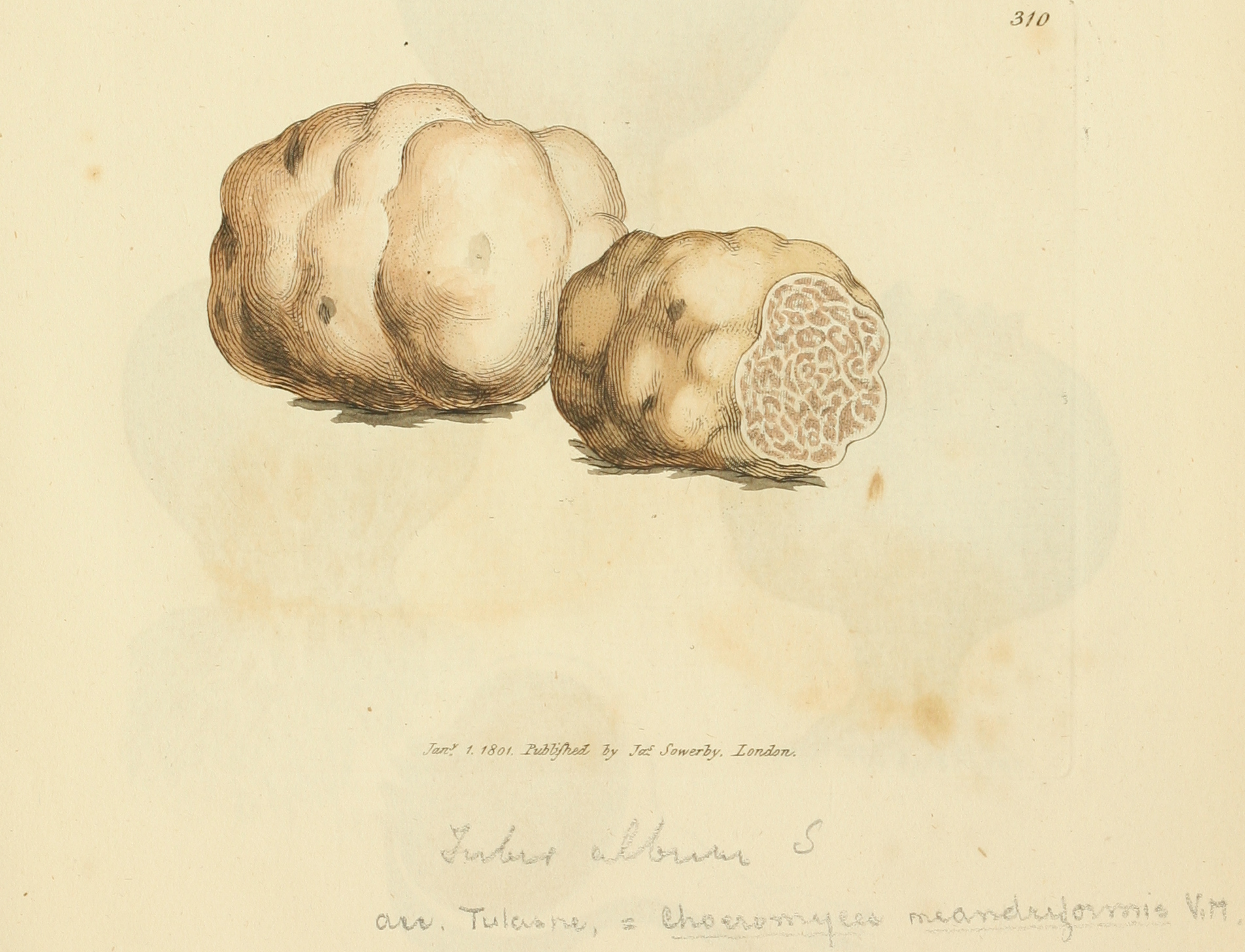
Choiromyces meandriformis

- Corpul fructifer: are în mod general un diametru de 5-14 cm, dar unele exemplare excepționale ajung la 800 de grame cu dimensiunile unei mingi de handbal, având aspectul unui bulb neregulat, asemănător unui tubercul de cartof. Suprafața care nu se poate decoji este pieloasă, tare, netedă cu protuberanțe sau circumvoluțiuni mari de formă poligonală. Nervura ghebei, la început albicioasă, apoi galben-brună, are un aspect marmorat, străbătut de vene numai slab confluente și nu arată alveole. Coloritul inițial albicios al peridiei (înveliș gros al corpului de fructificație la unele ciuperci)[12] se transformă treptat din slab galben-ocru la maroniu deschis sau galben-ruginiu. Buretele se dezvoltă mai întâi subteran, dar străpunge repede și frecvent suprafața solului, prin urmare trufa încă imatură poate fi roasă de melci sau diferite insecte. În intervalele de timp preponderent umede, ploioase, peridia nu poate ține pasul cu dezvoltarea rapidă a glebei, iar suprafața corpului fructifer crapă.
- Piciorul:  nu are picior.
- Carnea (gleba): este la exemplarele tinere fermă, compactă și albicioasă. Gleba se decolorează însă destul de repede. Mirosul amintește în tinerețe ușor de usturoi, după maturitate de cașcaval. Acest miros nu este  fugitiv după preparare; gustul exemplarelor tinere este plăcut, un mix între cel de nuci și ciuperci, câteodată foarte ușor iute.
- Caracteristici microscopice: are spori elipsoidali, de mărime inegală, verucoși, aproape crestați cu țepi de până la 5 µm și măsoară 7-10,5 (11,5) x 5,7- 7,7 (8) de microni. Pulberea lor este crem.[7][8]

## Confuzii
Specia poate fi confundată destul de ușor cu suratele ei comestibile Mattirolomyces terfezioides (trufă de nisip), Terfezia arenaria, Tuber borchii, Tuber excavatum, Tuber gibbosum, Tuber rufum sau Tuber magnatum. Ultima, trufa albă veritabilă, este considerată una dintre cele mai scumpe ciuperci comestibile cu un preț de până la 6000 € pe kg. Prețul maxim al unui exemplar a fost de 90.000 €. Din păcate nu crește în regiunile românești.
Începători ar putea să confundă exemplare mai tinere cu otrăvitoarele Scleroderma citrinum și Scleroderma verrucosum.

## Specii asemănătoare în imagini

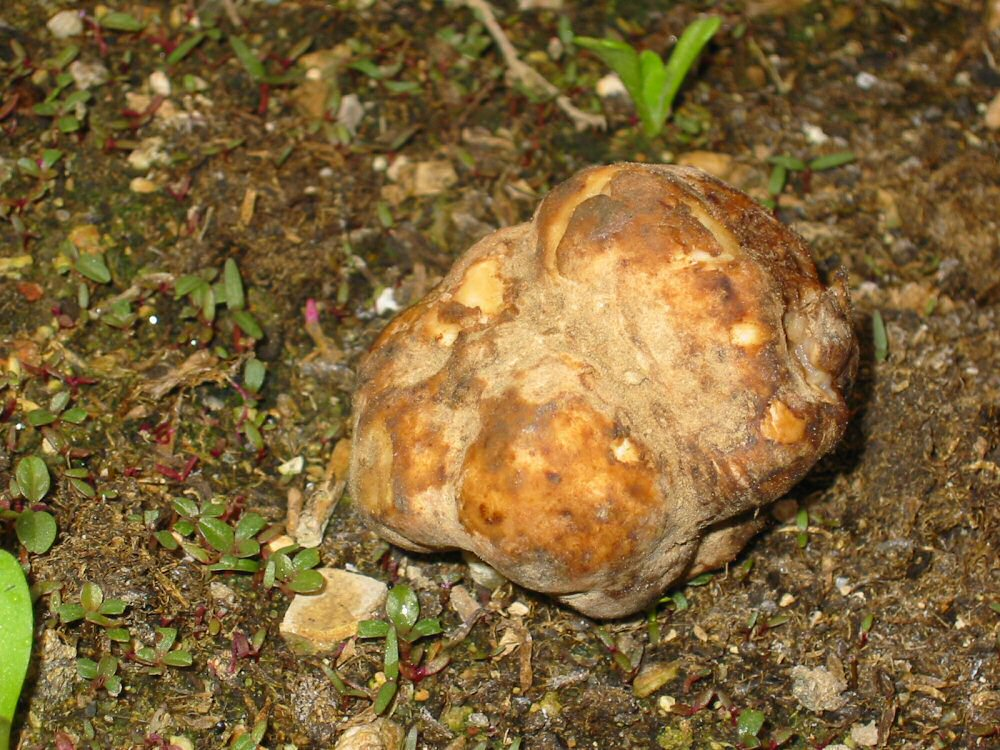
Mattirolomyces terfezioides
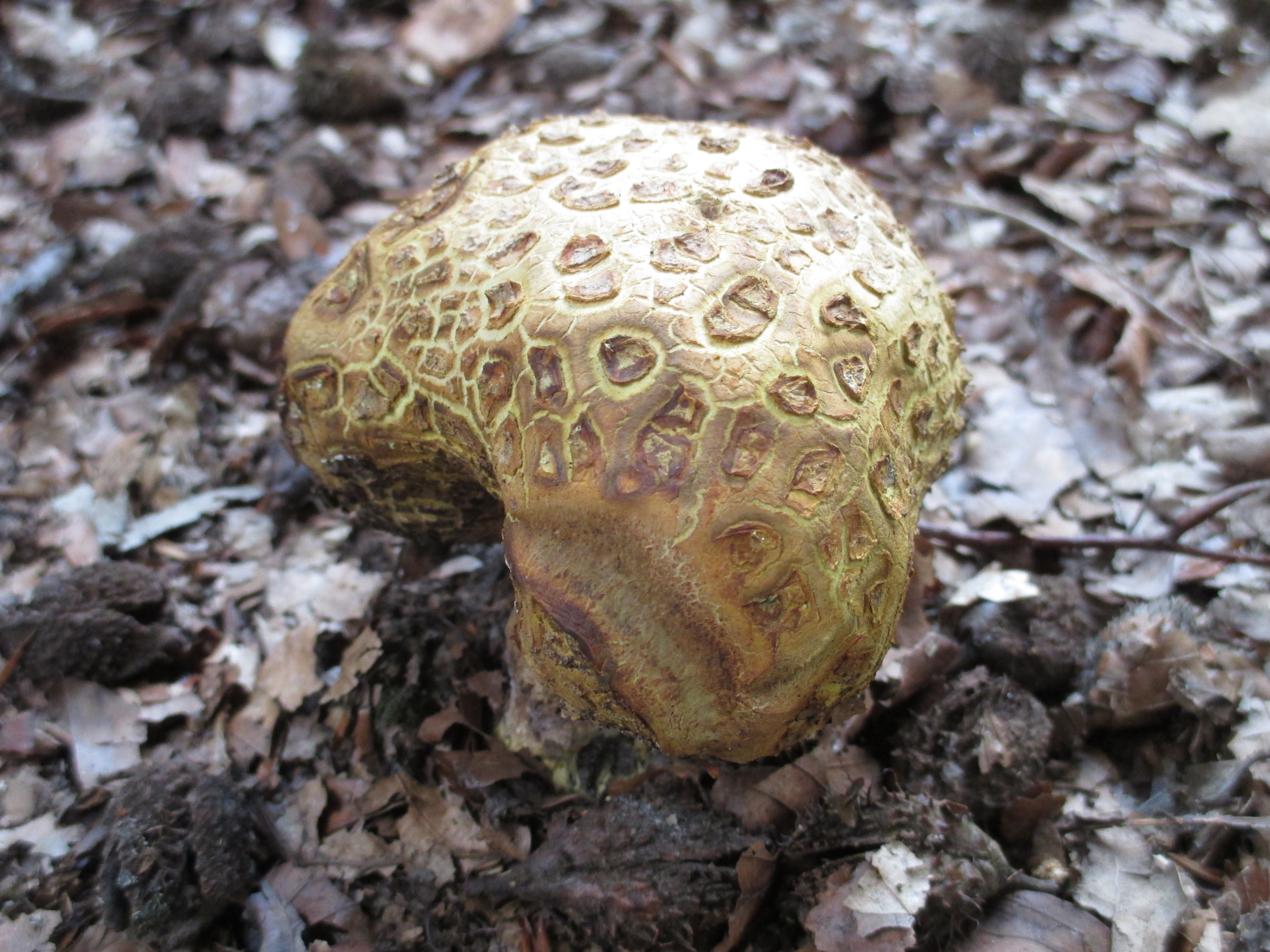
!!Scleroderma citrinum!!
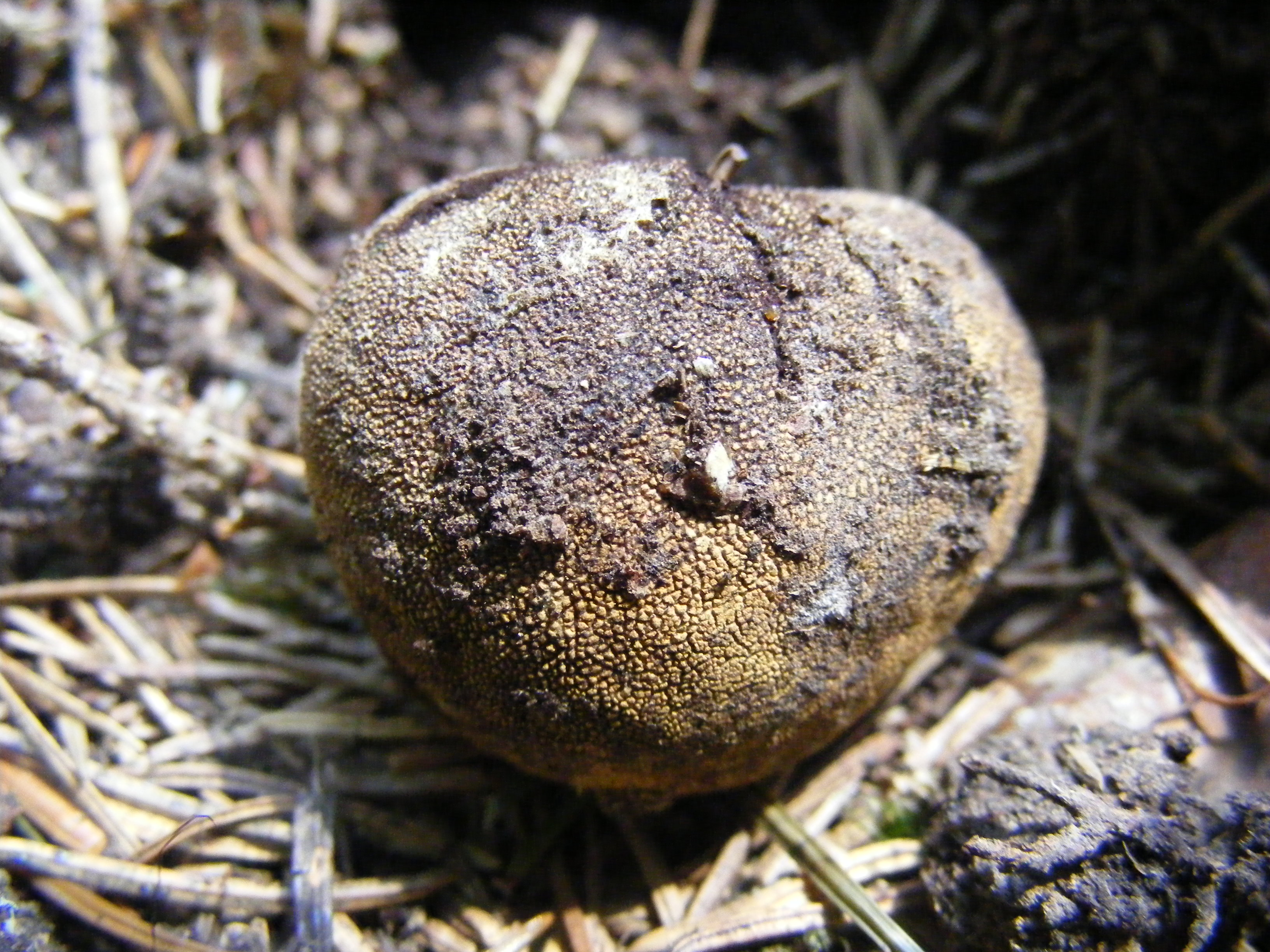
!!Scleroderma verrucosum!!
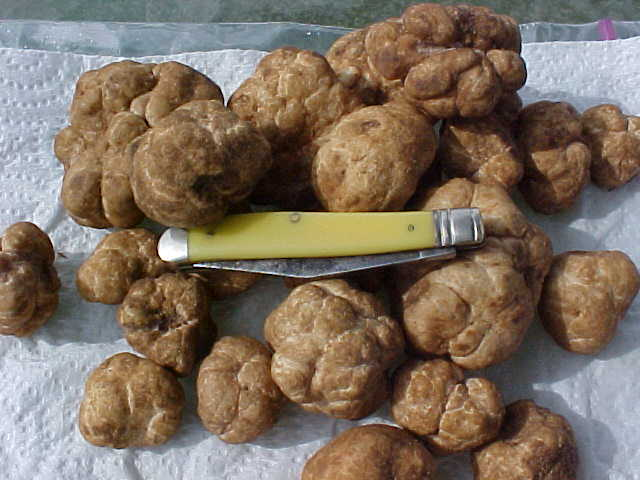
Terfezia arenaria
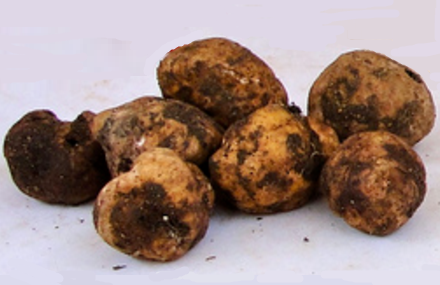
Tuber borchii
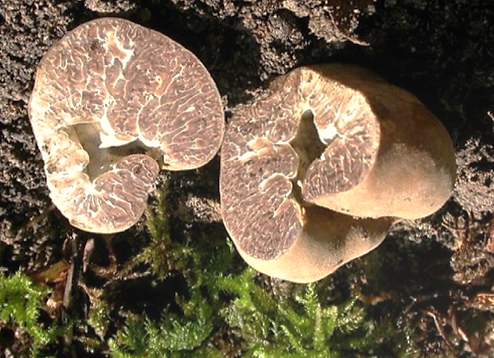
Tuber excavatum
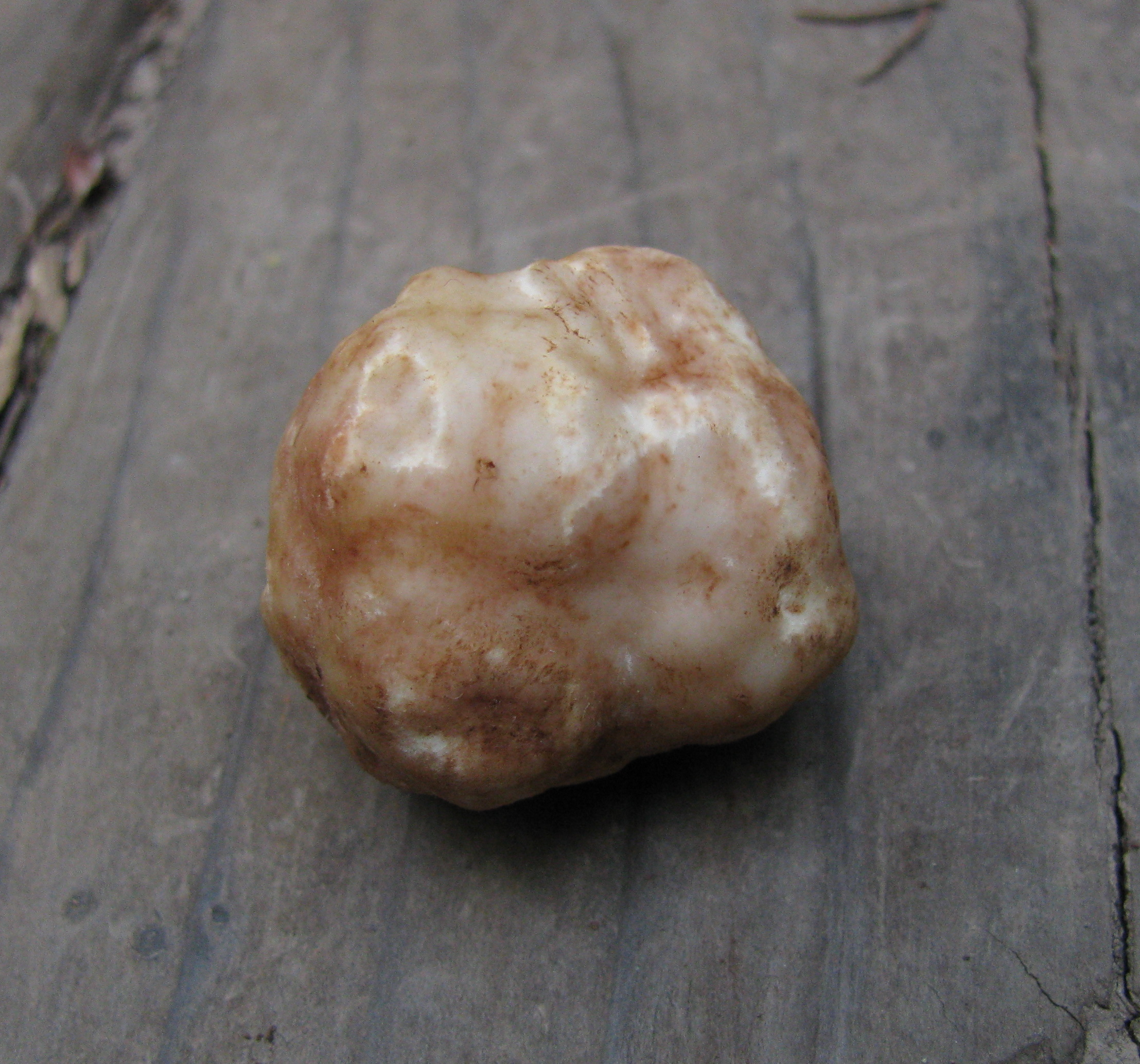
Tuber gibbosum
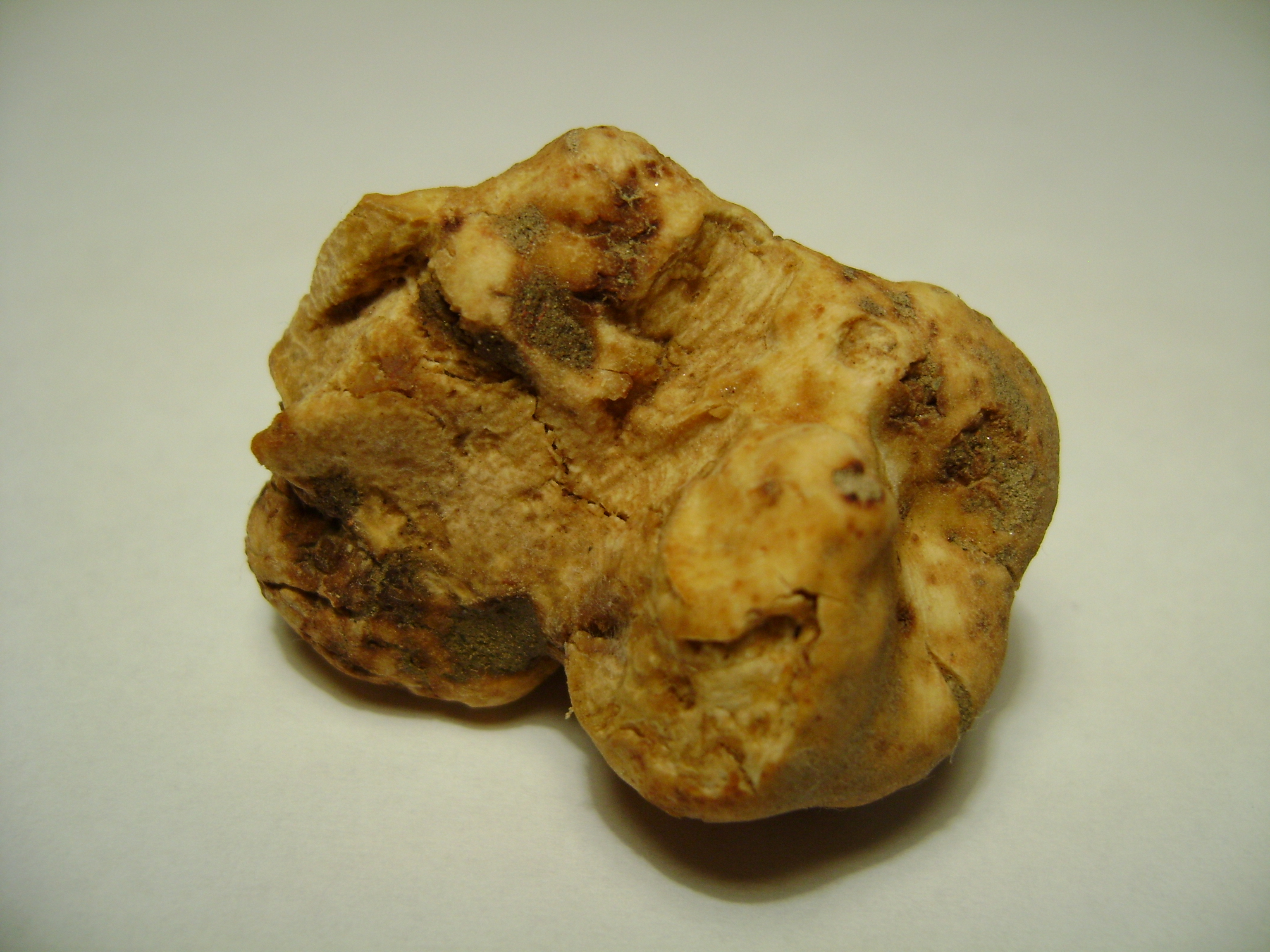
Tuber magnatum
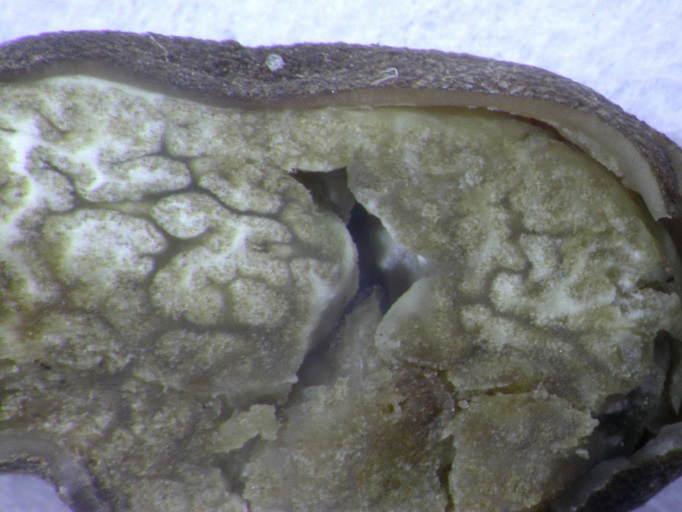
Tuber rufum

## Valorificare
Consumul crud al exemplarelor mature (de multe ori răscoapte) poate cauza dureri de stomac și chiar stări puternice de vomă din cauza acidității sale, prin urmare abordarea culinară a trufei porcești presupune – spre deosebire de celelalte specii de trufe – gătirea la foc sau prăjite. Efectul speciei asupra organismului depinde și de sensibilitatea fiecăruia. Specialiștii în nutriție nu recomandă consumarea trufei porcești în stare crudă. În cazul în care optați, totuși, pentru un consum crud, vă sfătuim să alegeți trufe tinere și să le gustați în cantități inițiale mici. Exemplarele bătrâne pot provoca eventual dureri stomacale, din cauza creșterii acidității, însa numai la consumul cantităților mai mari. Chiar și gătită, prin fierbere, coacere sau prăjire, trufa albă își menține aroma deosebită. Totuși este văzută de mulți consumatori o ciupercă delicată. Din trufa porcească uscată se obține un excepțional condiment prin măcinare.
În Germania trufa porcească este protejată prin legi speciale, ba mai mult, în anul 2001, a fost recunoscută ca trufa anului de către „Societatea Germană de micologie” (Deutsche Gesellschaft für Mykologie).<ref>Societatea Germană de micologie<7ref>
Deci specia nu face parte din genul Tuber, este cunoscută în țară ca „trufă albă”. Pentru o mai bună recunoaștere este listată de acea în rubrica ciuperci comestibile sub Tuber album, vechea denumire a lui Sowerby.

## Bibiliografie
- Marcel Bon: „Pareys Buch der Pilze”, Editura Kosmos, Halberstadt 2012, ISBN 978-3-440-13447-4
- Bruno Cetto, volumele 1-7
- Rose Marie Dähncke: „1200 Pilze in Farbfotos”, Editura AT Verlag, Aarau 2004, ISBN 3-8289-1619-8
- Ewald Gerhard: „Der große BLV Pilzführer“ (cu 1200 de specii descrise și 1000 fotografii), Editura BLV Buchverlag GmbH & Co. KG, ediția a 9-a, München 2018, ISBN 978-3-8354-1839-4
- Jean-Louis Lamaison & Jean-Marie Polese: „Der große Pilzatlas“, Editura Tandem Verlag GmbH, Potsdam 2012, ISBN 978-3-8427-0483-1
- J. E. și M. Lange: „BLV Bestimmungsbuch - Pilze”, Editura BLV Verlagsgesellschaft, München, Berna Viena 1977, p. 116, ISBN 3-405-11568-2
- Hans E. Laux: „Der große Pilzführer, Editura Kosmos, Halberstadt 2001, ISBN 978-3-440-14530-2
- Gustav Lindau, Eberhard Ulbrich: „Die höheren Pilze, Basidiomycetes, mit Ausschluss der Brand- und Rostpilze”, Editura  J. Springer, Berlin 1928
- Till E. Lohmeyer & Ute Künkele: „Pilze – bestimmen und sammeln”, Editura Parragon Books Ltd., Bath 2014, ISBN 978-1-4454-8404-4
- Meinhard Michael Moser: „Kleine Kryptogamenflora der Pilze – vol. II a.: „Höhere Phycomyceten und Ascomyceten”, Editura Gustav Fischer, Jena 1963
- Linus Zeitlmayr: „Knaurs Pilzbuch”, Editura Droemer Knaur, München-Zürich 1976, p. 114-117, ISBN 3-426-00312-0